# Kristian Carlsson
Kristian Carlsson, född 1978, är en svensk författare och översättare.

### Diktsamlingar
- Naturen med mitt hem däri: första Alunbruksboken. Kristianstad: Monitorförlaget. 1996. ISBN 91-88034-37-2
- Bruksbygdsliv: andra Alunbruksboken. Kristianstad: Monitorförlaget. 1996. ISBN 91-88034-44-5
- Förflyttelse och siamessekund: Otränat missmod: dikter. Kristianstad: Monitorförlaget. 1997. ISBN 91-88034-46-1
- Diwan-i Krisjan: efterlämnad författare 1995–2000. Brösarp: Bok efter hand. 2000. ISBN 91-631-0356-7
- Reevolutioner. Västra Frölunda: Trombone. 2008. ISBN 978-91-976440-0-6
- Kanhända: tidiga diktsamlingar och andra dikter 1995–2000. Malmö: Tillexempel. 2008. ISBN 978-91-977673-1-6
- Tafflare. Umeå: H:ström Text & Kultur. 2009. ISBN 978-91-7327-103-5
- Konceptbeläggning: Sjokkok: diktsviter. Malmö: Tillexempel. 2010. ISBN 978-91-977673-4-7 (med Freke Räihä)
- Eksemens trofé. Stockholm: King ink. 2011. ISBN 978-91-85807-81-9
- Filialer för associationslogistik. Malmö: Tillexempel. 2011. ISBN 978-91-977673-5-4
- Nittonhundratalssviter: en skönlitteratur. Malmö: Smockadoll. 2012. ISBN 978-91-86175-22-1
- Historietterna. Västra Frölunda: Trombone. 2012. ISBN 978-91-978243-8-5

### Böcker för barn
- Lilla Rufusboken. Malmö: Smulsk. 2008. ISBN 9789186155001
- Lilla Rufusboken. Malmö: Smulsk. 2008. ISBN 9789186155001
- Bakelikakbakboken. Malmö: Smulsk. 2008. ISBN 9789186155025
- Fnitterakrobaterna. Malmö: Smulsk. 2008. ISBN 9789186155032
- Upp och ner som en dans. Malmö: Smulsk. 2009. ISBN 978-91-86155-04-9 (med Åke Arenhill)

### Översättningar
- Kvinnas beat – 9 poeter från beatnikeran. Malmö: Smockadoll. 2009. ISBN 978-91-86175-02-3
- Azita Ghahreman (2009). Dikter: fyra diktsamlingar. Malmö: Smockadoll. ISBN 978-91-86175-06-1 (med Sohrab Rahimi)
- Christian Hawkey (2010). Medborgare i. Malmö: Rámus. ISBN 978-91-978406-7-5
- Azita Ghahreman (2012). Under hypnos i Dr. Caligaris kabinett. Malmö: Smockadoll. ISBN 978-91-86175-17-7 (med Sohrab Rahimi)
- Azita Ghahreman (2013). Serendips loggbok: dikter. Malmö: Smockadoll. ISBN 9789186175276 (med Sohrab Rahimi)

### Övrigt
- Tranströmer international: an intercontinental perspective on the poetry of Nobel Laureate Tomas Tranströmer. Oxie: Dracopis Press. 2013. ISBN 978-91-87341-00-7 (redaktör)